# Le Rêve de Dante
 (avril 2024).
Si vous disposez d'ouvrages ou d'articles de référence ou si vous connaissez des sites web de qualité traitant du thème abordé ici, merci de compléter l'article en donnant les références utiles à sa vérifiabilité et en les liant à la section « Notes et références ».
Le Rêve de Dante – en anglais Dante's Dream – est un tableau du peintre britannique Dante Gabriel Rossetti réalisé en 1869-1872. Cette huile sur toile préraphaélite est une illustration d'un passage de la Vita nuova de Dante Alighieri dans lequel le poète florentin visite en rêve son amour Béatrice Portinari. L'ange qui le guide en le tenant par la main est représenté en train d'embrasser la jeune femme, alors qu'elle gît dans son lit de mort. Achetée en 1881, l'œuvre est conservée à la Walker Art Gallery, à Liverpool.